# Ophrys de la Drôme
Ophrys drumana, Ophrys bertolonii subsp. saratoi
Espèce
Classification phylogénétique
L'Ophrys de la Drôme est une espèce de plante herbacée de la famille des Orchidaceae. Selon les sensibilités des botanistes, cette Ophrys est considérée comme une espèce ou une sous-espèce sous les noms scientifiques Ophrys drumana et Ophrys bartolonii subsp. saratoi ou considérée, avec les autres taxons du groupe O. bertolonii comme un hybride nommé Ophrys ×flavicans Ce groupe est défini par son labelle à la pilosité noirâtre à échancrure avant plus ou moins prononcée et à la macule plus ou moins quadrangulaire ; l'Ophrys de la Drôme se distinguant essentiellement des fleurs plus nombreuses et plus petites, par une cavité stigmatique de son gynostème ronde et par un labelle plus long à l'échancrure peu prononcée à la macule centrée. Dans sa considération spécifique, elle est endémique de Provence en France, où elle apprécie les pelouses calcicoles et la présence d'abeilles solitaires du genre Mégachiles dont elle mime la femelle afin de séduire le mâle pour une pollinisation par pseudocopulation.

## Taxonomie
Pour un article plus général, voir Ophrys bertolonii.

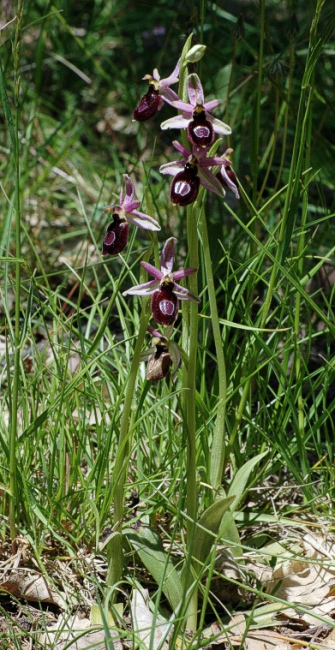
Ophrys de la Drôme : plante en pied

Décrite en 1823 à partir de spécimens italiens, l'espèce Ophrys bertolonii définit l'ensemble des Ophrys au labelle aux poils noirs en forme de selle et à la macule plus ou moins quadrangulaire. En France, en 1868, le Niçois Jean-Baptiste Barla décrit deux variétés qu'il considère comme des hybrides proches de cette espèce: O. Bertoloni var. aranifero-Bertoloni et O. Bertoloni var. bilineata, que le botaniste parisien Edmond-Gustave Camus et sa fille, Aimée Antoinette Camus,  renomment en 1893 Ophrys ×saratoi et Ophrys ×barlae
L'holotype d'Ophrys bertolonii ayant été détruit pendant la seconde guerre mondiale, une définition plus stricte portant sur « le labelle en forme de selle et la cavité stigmatique étroite dépourvue de parois latérales » est mise en place dans les années 1970, ouvrant ainsi la voie à l'éclatement taxonomique et à quelques confusions,. 
Participant à ce mouvement, le belge Pierre Delforge décrit en 1988 une population de l'Est de Valence qu'il nomme Ophrys drumana ainsi qu'en 1989 une espèce de répartition provençale et ligurienne nommée Ophrys aurelia et considère qu'une petite population de Grasse morphologiquement proche de l'Ophrys Aurélien représente l'Ophrys saratoi de Camus & Camus. En 2001, le méditerranéen Rémy Souche interprète l'Ophrys de la Drôme comme la sous-espèce saratoi d'Ophrys bartolonii, synonyme des taxons de Barla et Camus & Camus alors que Marcel Bournérias approuve la définition d'Ophrys drumana de Delforge et considère O. saratoi comme une forme d'O. aurelia.  
Aujourd'hui, les auteurs de Flora Gallica soutenus par l'INPN et Tela Botanica approuvent la spécificité de cette population et synonymisent l'ensemble des définitions de Barla, Camus & Camus, Delforge, Souche et Bournérias en considérant O. Saratoi comme le nom correct et en ne tenant pas compte de la définition de Delforge et Bournérias ; alors que l'hybridité est actuellement préférée par les botanistes du jardin botanique de Kew qui nomment Ophrys ×flavicans indifféremment l'ensemble des taxons du groupe O. bertolonii.  

## Synonymie
- Ophrys bertolonii subsp. saratoi (E.G.Camus) R.Soca[10],[11]
- Ophrys barlae E.G.Camus[10],[11]
- Ophrys barlai Guétrot[10],[11]
- Ophrys bertolonii subsp. drumana P.Delforge) Kreutz[10],[11]
- Ophrys bilineata Barla[10],[11]
- Ophrys drumana P. Delforge, 1988[13],[14],[10],[11]
- Ophrys ×flavicans Vis. (1842)[12]

## Étymologie et nom français
L'épithète spécifique drumana (« Drôme ») est donnée par Pierre Delforge en raison du lieu de sa découverte situé le long de la rivière Drôme.
En français, ce taxon est désigné par son nom vulgarisé et normalisé « Ophrys de la Drôme ».

## Description

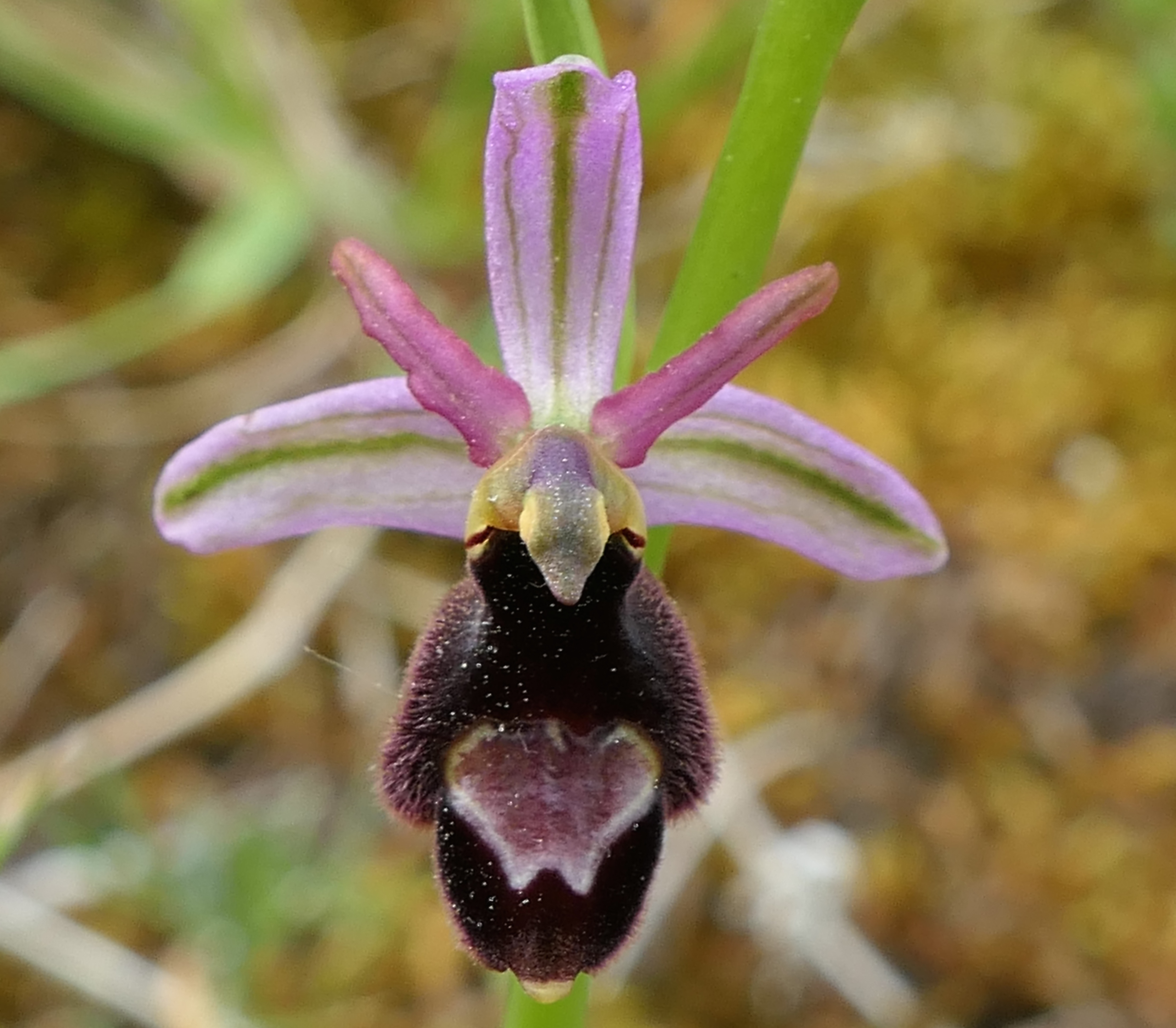
Ophrys de la Drôme

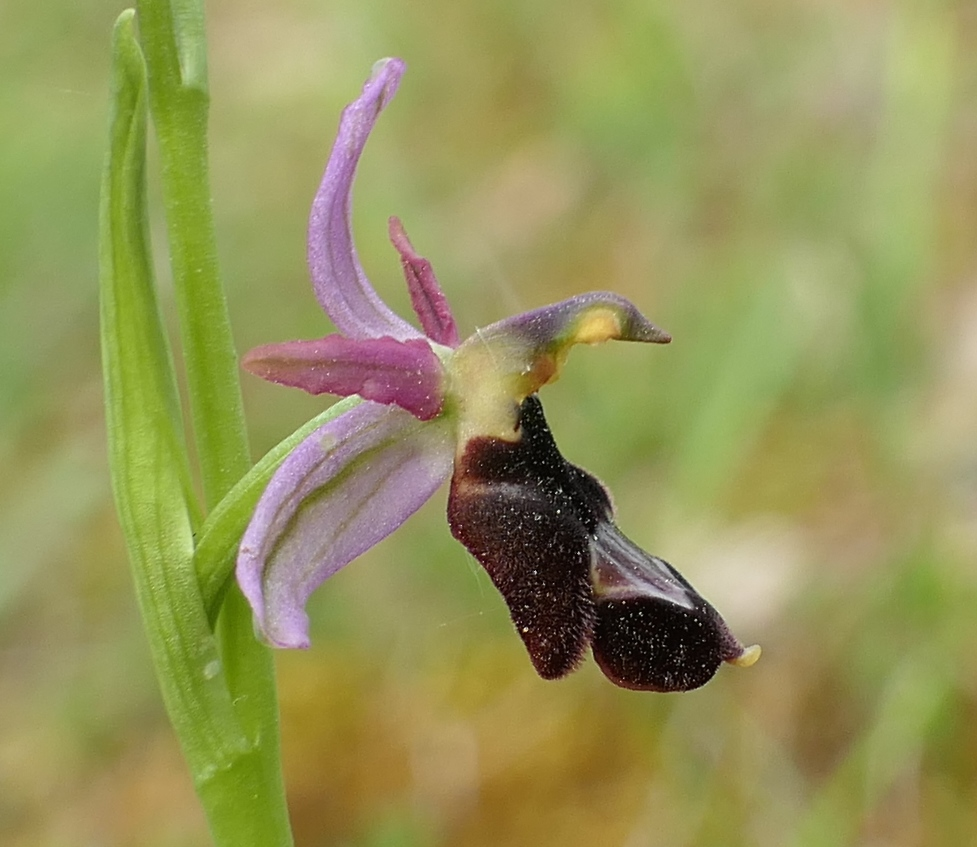
Ophrys de la Drôme

Il s'agit d'une plante élancée mesurant de 10 à 35 cm de haut, à l’épi étalé et aux fleurs petites d'une dimension maximum de 24 mm. Ces fleurs présentent trois sépales roses à médiane verte disposés en étoile ainsi que deux pétales, plus foncés, à bords ondulés. Le labelle, d'une longueur de 9 à 12 mm, est le plus souvent entier et ses bords sont rabattus, plutôt courts et droits, ce qui donne l'impression que la labelle est plus long que large. De couleur brun rouge, finement et densément pileux, il est orné d'une macule centrale bleuâtre, voire rougeâtre, dont le contour est souvent plus clair et présente parfois un ocelle. Au bout du labelle se trouve un court et large appendice jaunâtre à verdâtre. Le gynostème montre un bec court et fin et porte des pollinies jaunes,.

## Confusions possibles

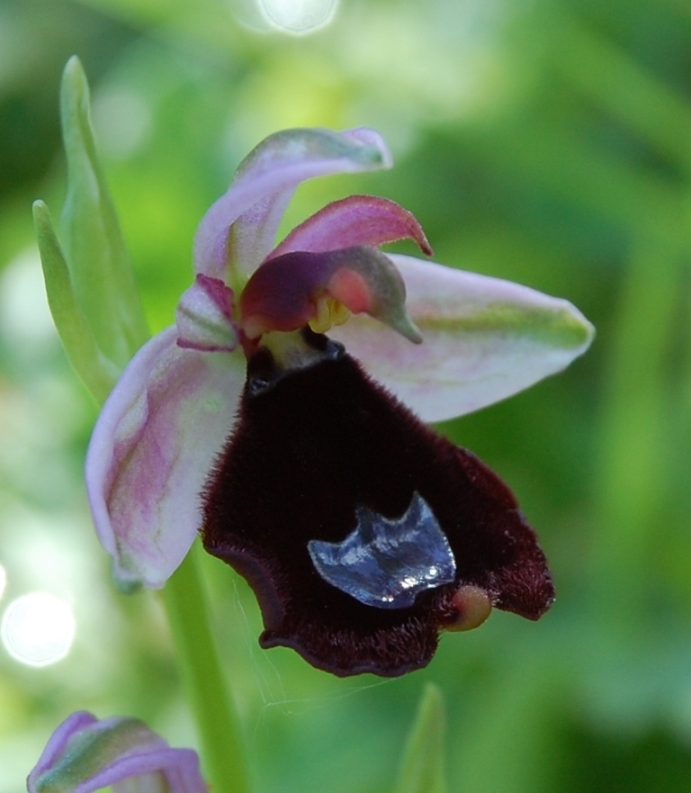
Ophrys bertolonii, espèce proche (spécimen d'Italie)

Morphologiquement, l'Ophrys de la Drôme est proche des espèces du groupe O. bertolonii qui sont définis par leur labelle en forme de selle aux flancs rabattus, aux poils noirâtre et à l'avant échancré. 
O. drumana se distingue de la sous-espèce type Ophrys bertolonii subsp. bertolonii essentiellement par la cavité stigmatique de son gynostème ronde alors qu'elle est creuse chez cette dernière. De plus, la sous-espèce type n'est pas présente en France, mais en Italie, dans les Balkans et sur l'île de Corfou.
En France, est également présente l'Ophrys Aurélien (Ophrys aurelia) qui est aussi un taxon du groupe O. bertolonii.  Elle s'en différencie par un labelle d'une longueur de 9 à 12 mm, habituellement plus court que les sépales contre 13 à 17 mm pour celui d'O. drumana, par ses petites fleurs plus prolifiques (de 4 à 12 contre 3 à 6) et par sa grande macule irrégulière plus centrée sur le labelle,
Dans sa conception en tant qu'espèce, l'Ophrys de la Drôme peut s'hybrider avec Ophrys apifera, O. fuciflora, O. insectifera, O. litigiosa, O. provincialis, O. scopolax et O. vetula,.

## Biologie

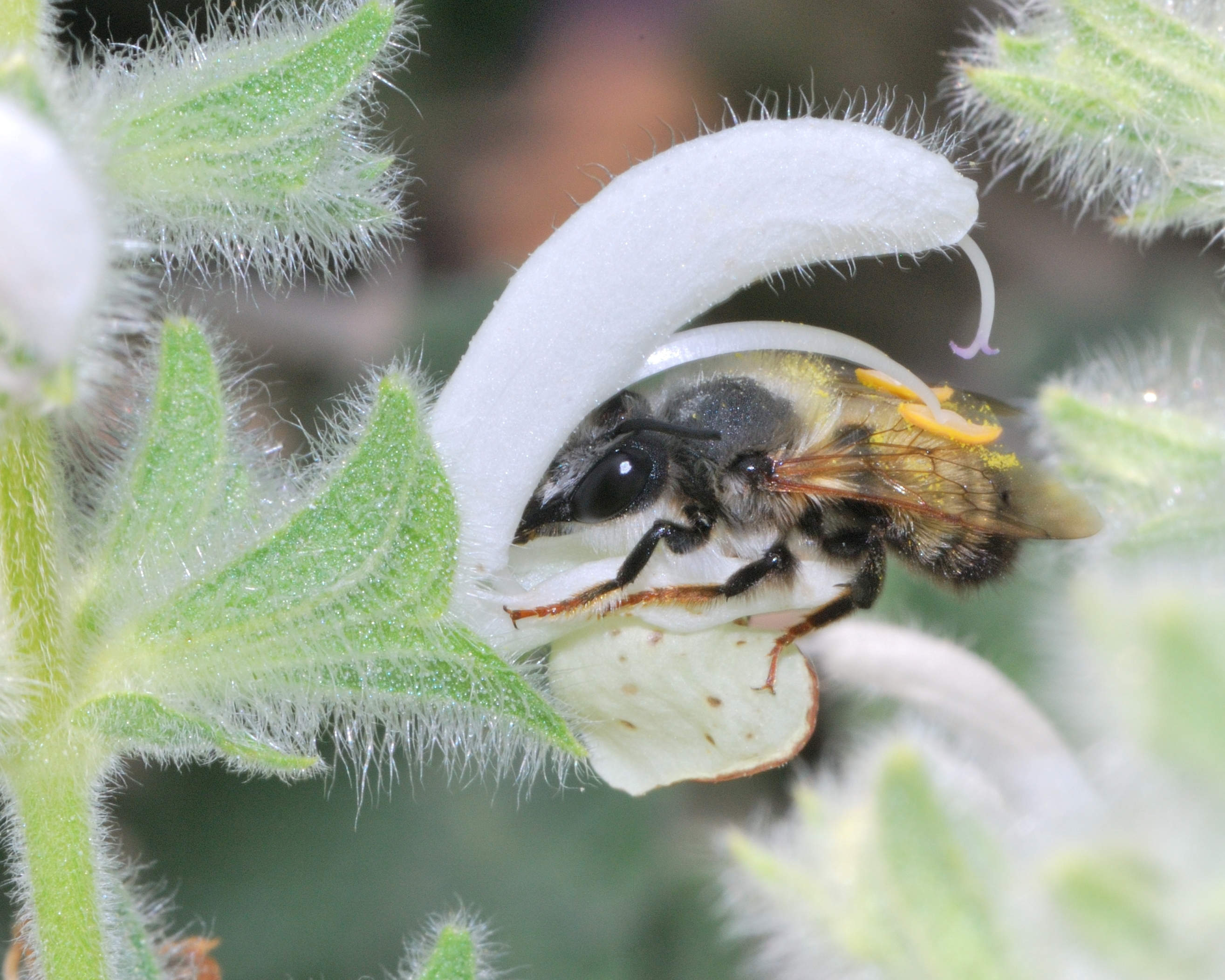
Mâle Megachile parietina butinant une Sauge

Il s'agit d'une Orchidée terrestre géophyte à tubercule qui fleurit de début-mai à mi-juin,. 
Dans sa définition hybride, l'Ophrys drumana a pour parents Ophrys × chiesesica Kleynen, 1989 et Ophrys × samuelii Soca, 1997. Cependant, le fait que sa population soit homogène et stable, que des spécimens d'Ophrys Aurélien typés côtoient des spécimens d'Ophrys de la Drôme sans présence d'intermédiaires entre les deux et que l'aire de distribution de l'Ophrys de la Drôme soit plus septentrionale que celle d'Ophrys Aurélien sans pour autant que ses populations ne soient morphologiquement différentes suggèrent fortement une spécificité propre et remettent en question son hybridité.
L'Ophrys de la Drôme est pollinisée par les abeilles solitaires maçonnes Megachile albonotata et Megachile parietina dont le sous-genre Chalicodoma pratique une pseudocopulation sur l'ensemble des Ophrys proches d'O. bertolonii,,.

## Écologie et distribution
L'Ophrys de la Drôme apprécie les pelouses calcicoles sèches en situation ensoleillée supportant une légère demi-ombre entre 100 et 1 200 mètres d'altitude,,. 
Dans son acceptation en tant qu'espèce, l'Ophrys de la Drôme est endémique de la France et plus précisément de Provence, c'est-à-dire des contreforts du Massif central au massif du Vercors et dans les massifs littoraux méditerranéens. 
O. saratoi se situe dans l'annexe B de la convention CITES, qui réglemente le commerce des espèces de faunes et de flore à l’échelon européen. En France, elle est classée « préoccupation mineure » au niveau national (sous le nom Ophrys saratoi et « quasi menacée » en Rhône-Alpes (sous le nom O. bertolonii subsp. saratoi).